# 아흐마드 파나카티
아흐마드 파나카티(아랍어: أحمد فناكتي, ? ~ 1282년) 또는 아허마(한국 한자: 阿合馬 아합마)는 원나라의 무슬림 재무장관이자 권신이었다.

## 생애
중앙 아시아의 시르다리야 강 상류의 마을 출신으로 쿠빌라이의 정궁황후인 차브이(察必)의 궁정에서 시중을 들다 신임을 받게 되었고 쿠빌라이가 즉위한 후 1262년에 영중서좌우부(領中書左右部)에 발탁되었고 제도도전운사(諸路都轉運使)를 겸하게 하여 재무 행정을 맡도록 했다. 1262년에 그는 국가 재정에 대한 일을 맡게 되었고,아흐마드는 재무장관으로서 북중국의 재무행정에 뛰어난 솜씨를 발휘했고 새 도읍지인 대도(大都 오늘날 북경)를 중심으로 쿠빌라이가 세운 신정부에 막대한 세수입을 가져왔다.1263년에는 쿠빌라이가 대칸에 올랐던 개평부(開平府 훗날의 상도)의 행정 장관을 겸하게 되었고 1264년에는 재상 격인 중서평장정사(中書平章政事)로 승진한다.
1266년에 재무행정 기관이라 할 수 있는 국용사사(國用使司)가 신설되면서 그 장관을 겸하게 된다.
1270년에 그는 원의 새로운 상서성(尙書省)을 독점했다. 1276년 남송정벌 이후에 그는 남중국의 재무까지 독점하고 강남 지역의 재무행정에도 관여했으며 원나라 국가 수입의 큰 부분을 차지하게 되는 소금 등의 전매제와 남중국의 상업 세제 등을 정비했다.
아흐마드가 재무행정을 통괄하던 20여년간 아흐마드의 아들이나 일족을 비롯하여 중앙 아시아 출신의 이슬람교도들을 포함한 여러 사람이 아흐마드와의 연고를 통해 지방장관이나 지방징세관에 임명되었기 때문에 아흐마드의 권세는 매우 높았다.
그는 소금세의 권한을 독점하기에 이르렀고, 그후 20년 동안 그는 중앙아시아 무슬림 신도들과 함께 파당을 만들었다. 그러나 아흐마드의 세금 체계는 중국인들로부터 나쁜 평판을 받았다. 왜냐하면, 그것이 무자비하게 운영되었을 뿐만 아니라 중국 전통의 세금 체계와 너무 달랐기 때문이었다.그로 인해 아흐마드의 부하라고 할 수 있는 징세 관료들의 평판도 좋지 않았기 때문에 이는 색목인(色目人) 전체에 대하여 한인들이 반감을 갖게 되는 원인이 된다. 1271년에 상서성이 중서성으로 흡수되었다. 중서성의 수장이 되어 있을 때, 관행 관리를 개혁했다. 그러나 친킴 태자, 안통, 그 밖의 몽골과 중국 대신들과의 긴장감이 고조되어,결국 1281년 그의 정치적 후원자였던 차브이가 사망이 그에 대한 비난이 더욱 거세어졌고, 결국 다음 해에 암살되었다. 그리고 그의 파당 역시 권력에서 밀려났다.

## 평가
아흐마드가 죽은 후 그가 생전에 저지른 부정 행위 등으로 탄핵되었고 무덤을 파헤치고 그 일족도 권좌에서 쫓겨나게 된다. 이후 아흐마드는 원나라 역사에서 간신으로 이름을 남기게 되었으며 원사(元史)에도 '간신전'에 포함되었다. 하지만 서방에서 기록된 집사(集史 일한국에서 편찬한 역사서로 몽골 제국의 발전을 기록한 역사서)에서는 쿠빌라이를 보필한 명재상으로 높게 평가되는 인물이기도 하다.